# Saint-Christophe-du-Ligneron
Saint-Christophe-du-Ligneron és un municipi francès situat al departament de Vendée i a la regió de País del Loira. L'any 2007 tenia 2.226 habitants.

## Demografia

### Població
El 2007 la població de fet de Saint-Christophe-du-Ligneron era de 2.226 persones. Hi havia 857 famílies de les quals 208 eren unipersonals (104 homes vivint sols i 104 dones vivint soles), 286 parelles sense fills, 304 parelles amb fills i 59 famílies monoparentals amb fills.
La població ha evolucionat segons el següent gràfic:
Habitants censats

### Habitatges
El 2007 hi havia 1.013 habitatges, 881 eren l'habitatge principal de la família, 68 eren segones residències i 64 estaven desocupats. 997 eren cases i 7 eren apartaments. Dels 881 habitatges principals, 621 estaven ocupats pels seus propietaris, 249 estaven llogats i ocupats pels llogaters i 11 estaven cedits a títol gratuït; 5 tenien una cambra, 34 en tenien dues, 175 en tenien tres, 272 en tenien quatre i 395 en tenien cinc o més. 745 habitatges disposaven pel capbaix d'una plaça de pàrquing. A 398 habitatges hi havia un automòbil i a 434 n'hi havia dos o més.

### Piràmide de població
La piràmide de població per edats i sexe el 2009 era:
| Homes | Edats   | Dones |
| ----- | ------- | ----- |
| 0     | 95 o +  | 8     |
| 0     | 90 a 94 | 8     |
| 8     | 85 a 89 | 32    |
| 8     | 80 a 84 | 20    |
| 24    | 75 a 79 | 52    |
| 48    | 70 a 74 | 72    |
| 44    | 65 a 69 | 48    |
| 32    | 60 a 64 | 40    |
| 32    | 55 a 59 | 36    |
| 68    | 50 a 54 | 44    |
| 48    | 45 a 49 | 40    |
| 44    | 40 a 44 | 52    |
| 72    | 35 a 39 | 60    |
| 52    | 30 a 34 | 52    |
| 52    | 25 a 29 | 44    |
| 44    | 20 a 24 | 52    |
| 56    | 15 a 19 | 40    |
| 40    | 10 a 14 | 52    |
| 52    | 5 a 9   | 56    |
| 40    | 0 a 4   | 40    |

## Economia
El 2007 la població en edat de treballar era de 1.397 persones, 1.094 eren actives i 303 eren inactives. De les 1.094 persones actives 980 estaven ocupades (517 homes i 463 dones) i 115 estaven aturades (48 homes i 67 dones). De les 303 persones inactives 142 estaven jubilades, 81 estaven estudiant i 80 estaven classificades com a «altres inactius».

### Ingressos
El 2009 a Saint-Christophe-du-Ligneron hi havia 997 unitats fiscals que integraven 2.458,5 persones, la mediana anual d'ingressos fiscals per persona era de 15.751 €.

### Activitats econòmiques
Dels 80 establiments que hi havia el 2007, 1 era d'una empresa extractiva, 2 d'empreses alimentàries, 1 d'una empresa de fabricació de material elèctric, 1 d'una empresa de fabricació d'elements pel transport, 5 d'empreses de fabricació d'altres productes industrials, 11 d'empreses de construcció, 14 d'empreses de comerç i reparació d'automòbils, 4 d'empreses de transport, 7 d'empreses d'hostatgeria i restauració, 7 d'empreses financeres, 1 d'una empresa immobiliària, 12 d'empreses de serveis, 8 d'entitats de l'administració pública i 6 d'empreses classificades com a «altres activitats de serveis».
Dels 22 establiments de servei als particulars que hi havia el 2009, 2 eren oficines bancàries, 2 tallers de reparació d'automòbils i de material agrícola, 1 paleta, 1 guixaire pintor, 5 fusteries, 2 lampisteries, 2 electricistes, 4 perruqueries, 2 restaurants i 1 agència immobiliària.
Dels 8 establiments comercials que hi havia el 2009, 1 era una botiga de menys de 120 m², 3 fleques, 1 una llibreria, 1 una botiga de material esportiu i 2 floristeries.
L'any 2000 a Saint-Christophe-du-Ligneron hi havia 67 explotacions agrícoles que ocupaven un total de 2.400 hectàrees.

## Equipaments sanitaris i escolars
L'únic equipament sanitari que hi havia el 2009 era una farmàcia.
El 2009 hi havia 2 escoles elementals.

## Poblacions més properes
El següent diagrama mostra les poblacions més properes.